# Europe 1 Sport
 (juin 2018).
Pour les articles homonymes, voir Europe 1 Sport (émission de radio) et CVS (homonymie).
Europe 1 Sport (précédemment CVS, O'FM, Sport O'FM, Sport FM, Sport MX), est une ancienne station radio, basée à Paris, appartenant au groupe Lagardère. Elle a exploité la fréquence 99,9 FM en Île-de-France et a été diffusée sur europe1sport.fr.

## Histoire
La station Canal Versailles Stéréo (CVS) est créé à Versailles en 1981 par Roland Faure. CVS émet sur 91,3 FM.
Après le départ de Roland Faure pour la présidence de Radio France, puis la CNCL (prédécesseur du CSA), la station est dirigée au sein de l'association Radio Versailles par Jean-Pierre Bertrand puis par Jean-Charles Édeline. La bande fréquence change pour le 95,5 FM. 
En septembre 1990, CVS devient O’FM. Les studios de la station déménagent à Suresnes, dans le département des Hauts-de-Seine (92). La radio est alors subventionnée par le conseil général, sous l'impulsion de son président Charles Pasqua, ce qui vaudra à la radio de surnom de « radio Pasqua ». Il s'agit alors d'une station associative de proximité au format généraliste, faite d'informations et de musique (à plus de 60 % française), avec un budget de 14 millions de francs. O’FM est dirigé par Édouard Dor, venu de RFI. Il a sous sa direction 32 personnes, dont 9 journalistes et 9 animateurs (huit d'entre eux viennent aussi de RFI). Parmi les journalistes passés à O’FM, on trouve notamment Christophe Grébert, Bruce Toussaint, Paul-Emmanuel Géry, Philippe Célières, Bruno Pfleger et des animateurs comme Jean-Michel Gravier, Thierry Colby, Thierry Baumann, Denise Fabre, Chantal Garcia, Philip Turle (Philip James), Jean-Claude Bourret, Laurent Broomhead, Pascal Bataille, Laurent Fontaine, Isabelle Siri, Nathalie Pradeau. 
L'émetteur, situé sur la tour PTT de Meudon, est transféré en septembre 1992 à la Tour Eiffel : la fréquence change à nouveau de 92,1 FM pour 99,9 FM, ce qui permet une meilleure couverture notamment de Paris.
Le 26 janvier 1998, à l'initiative d’Édouard Dor, la station adopte un format 100 % sport (sans musique) et est alors rebaptisée Sport O'FM ; elle devient la première radio 100 % sport en Europe. En moins de deux ans, Sport O'FM dépasse 1 % d'audience sur Paris-Île-de-France (Médiamétrie) et obtient l'autorisation du CSA de passer au statut de radio commerciale de réseau (couverture nationale). La radio a été cédée par les Hauts-de-Seine au groupe Europstat (devenu Umanis). L'équipe de direction à l'origine de la création de Sport O’FM quitte la station en 2002. Peu après, Umanis, l'actionnaire de la radio, à la suite de grosses difficultés financières à l'intérieur du groupe, sera contraint de céder la station à Visport.
Le 1er août 2002, Sport O’FM est mise en redressement judiciaire et un plan social de départ et mis en place. Différents projets de reprise sont proposés, dont celui de Patrick Meyer (le fondateur de RFM) et d'Eddy Mitchell avec Ciné FM (radio du cinéma). Les groupes Contact, Espace Group, NextRadioTV, Orbus sont aussi sur les rangs pour la reprise, mais le projet concurrent de Patrick Chêne pour le groupe Sporever avec Sport FM est retenu. 
Patrick Chêne revend rapidement Sport FM au groupe Contact en août 2003, qui rebaptise la station en Sport MX (format sport et mix) en avril 2007.
Le 6 février 2008, faute d'audience le groupe Contact cède Sport MX au Groupe Lagardère ; la station est alors rebaptisée le 2 juin 2008 « Europe 1 Sport ». Ce rachat est fait dans l'objectif d'une couverture nationale, par la radio numérique, dont le réseau est alors prévu pour s'installer à partir de l'automne 2008. L'antenne est animée par des journalistes et personnalités du monde du sport ainsi que des animateurs bien connus de la bande FM, parmi lesquels Max, Bruno Roger-Petit, Pierre Fulla, Isabelle Severino, Vincent Ferniot, Didier Roustan ou Bob Bellanca.
Le 5 janvier 2009, la radio change encore de format. Seul Martial Fernandez continue d'animer la matinale entre 7 h et 10 h. Tous les autres animateurs sont licenciés.
L'audience de la station n'est jamais montée au-dessus de 1,2 % de part d'audience.
Le 31 août 2010 d'Europe 1 Sport s'arrête, Lagardère Active rend la fréquence aux autorités et en janvier 2011, le CSA sélectionne Sud Radio pour l'attribution de la fréquence 99,9 FM à Paris, la radio commence à émettre dans la région Île-de-France le 10 août 2011.

### Identité visuelle (logo)

Logo Sport MX jusqu'au 2 juin 2008
Logo d'Europe 1 sport du 2 juin 2008 au 22 août 2010
Logo d'Europe 1 Sport du 23 août au 31 août 2010.

## Anciens animateurs et journalistes

### CVS
- Pascal Pierozzi
- Philippe Lefebvre
- Patrice Laffont
- Philippe Bronson
- Christine Masson
- Denis Parent
- Claude Carré

### O'FM
| - Jérôme de Verdière - Nathalie Pradeau - Bertrand Combe - Thierry Baumann - Christophe Grébert - Bruce Toussaint - Pascal Bataille - Laurent Fontaine - Paul-Emmanuel Géry - Laetitia Nallet | - Thierry Colby - David Frizmann - Bernard Bronzini - Isabelle Siri - Laurent Broomhead - Jean-Claude Bourret - Françoise Xenakis - Annie Kavarian - Stéphane Evano - Philip Turle (Philip James) |

### Sport O'FM
| - Guy Kédia - Yves Bigot - Bruno Pfleger - Guy Barbier - Paul-Emmanuel Géry - David Sandona - Guillaume Papin - Nathalie Pradeau - Pierre Dorian - Ludovic Vandekerkhove - Matthieu Vendrely - Stefan Etcheverry - François-Xavier de Châteaufort - Thierry Baumann - Fanny Lechevestrier - Pierre Sampermans - Brian Lecourt | - Fabien Lefort - Daniel Riolo - Brice Battesti - Sylvain Charley - Julien Brigot - Dimitri Moulins - Florence Mathieux - Nathalie Conscience - Gérard Etcheverry - Philippe Gault - Slimane Boukezzoula - Sébastien Binet-Décamps - Bruno Scagliotti - Bertrand Combe - Frédéric Filali - Benjamin Thomas |

### Sport FM
| - Jérôme Bureau - Patrick Chêne - Dominique Grimault - David Aiello - Benjamin Thomas - Stanislas Grenapin - Caroline Aélion - Eric Huet - Olivier Franco - Céline Da Costa - Jean Lenaff | - Magued - Ombline - Jasmine - Evan - Junior - Karine - Esra - Adrien Doeuff - Brian Lecourt - Imene Nessah |

### Sport MX
| - Céline Da Costa - Loïc Bonnet - Stéphane Gabarre - Yann Leriche - Théo - Junior - Benjamin Thomas - Esra - Jasmine - Karine - Tom Villa - Claire Arnoux - Olivier Franco | - Jean Lenaff - Evan - Adrien Doeuff - Ombline Roche - Magued - Malcolm B - Nicolas Bensussan - Thibaut Giangrande - L'Expert - Grégory Petit - Fabien Douillard - Gilbert Le Faucheur - Brian Lecourt |

### Europe 1 Sport
| - Max - Bruno Roger-Petit - Isabelle Severino - Pierre Fulla - Vincent Ferniot - Patrick Montel - Yves Carra - Stéphane Gabarre - Didier Roustan - Bob Bellanca - Roger Zabel - Dominique Grimault - Guy Kédia - Céline Da Costa - Loïc Bonnet - Martial Fernandez - Alban Lepoivre - Nicolas Bensussan - Nicolas Jamain | - Pauline Tattevin - Guilhem Garrigues - Axel May - Marion Calais - Aurelie De Faria - Benjamin Thomas - Richard Sette - Thibaut Giangrande - Lenaïg Monier - Émilie Bonnaud - Thomas Villedieu - Romain Amalric - Gilbert Le Faucheur - Jean Lénaff - Sébastien Giraud - Grégory Petit - Fabien Douillard - Isaure Monfort - Brian Lecourt |

## Organisation

### Dirigeants
- Roland Faure : CVS
- Jean-Pierre Bertrand : CVS
- Jean-Charles Édeline : CVS
- Édouard Dor : O'FM
- Édouard Dor : Sport O'FM
- Jacques Dez : Sport O'FM
- Sam Bernett : Sport O'FM
- Patrick Chêne : Sport FM
- Jean Vandecasteele et Didier Rigot : Sport FM puis Sport MX
- Olivier Beneuf : Europe 1 Sport

- Président directeur général du groupe Europe 1 : Alexandre Bompard
- Directeur général de Europe 1 Sport : Olivier Beneuf
- Directeur de la rédaction : Thierry Clopeau
- Rédacteur en chef : Martial Fernandez
- Rédactrice en chef adjointe : Laurence Amette
- Direction artistique : Xavier Jolly
- Production : Brian Lecourt